# Franco Mora
Franco Mora (Mantova, 23 settembre 1936) è un ex hockeista su pista e allenatore di hockey su pista italiano.

## Carriera
Da giocatore vinse cinque scudetti e altrettante Coppe Italia con il Novara. Con la maglia della nazionale italiana partecipò a diverse edizioni del campionato del mondo e del campionato europeo.
In qualità di tecnico, guidò l'Amatori Lodi alla vittoria del suo primo scudetto nel 1980-1981 e della Coppa delle Coppe nel 1993-1994.

## Palmarès

### Giocatore
- Campionato italiano: 5

Novara: 1969, 1970, 1971, 1972, 1973
- Coppa Italia: 5

Novara: 1966, 1967, 1969, 1970, 1972

### Allenatore

#### Competizioni nazionali
- Campionato italiano: 1

Amatori Lodi: 1980-1981

#### Competizioni internazionali
- Coppa delle Coppe: 1

Amatori Lodi: 1993-1994